# Всероссийская перепись населения (2010)

Возрастно-половая пирамида населения по итогам переписи населения 2010 года

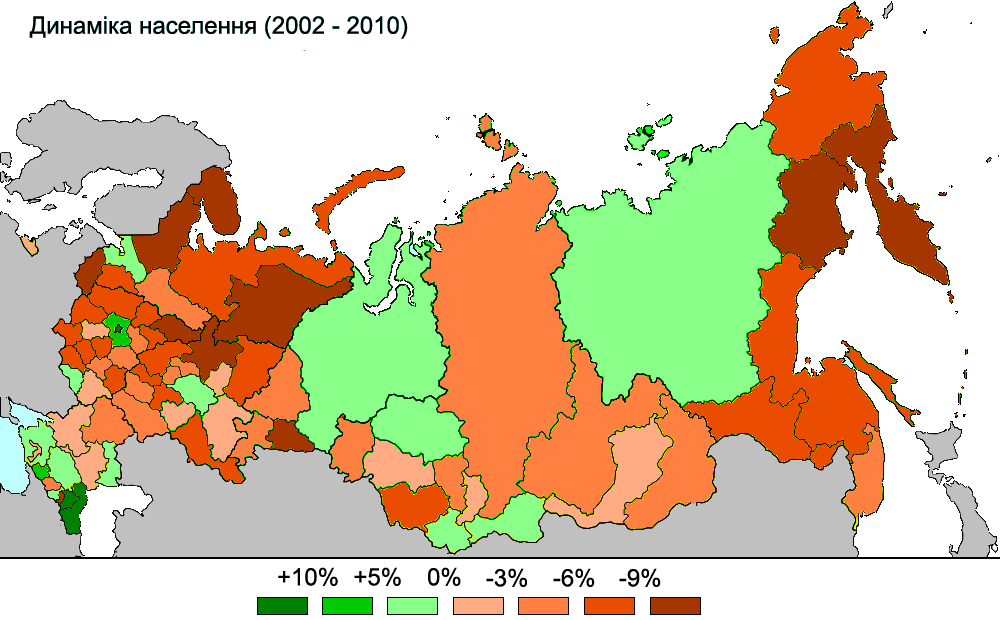
Изменение численности населения субъектов Российской Федерации в 2002—2010 годах (межпереписной период)

Всероссийская перепись населения 2010 года — перепись населения, проводимая на всей территории Российской Федерации по единой государственной статистической методологии в целях получения обобщённых демографических, экономических и социальных сведений. Основной тур переписи прошёл с 14 по 25 октября 2010 года, в отдельных местах перепись проводилась с 1 апреля по 20 декабря 2010 года. Цель переписной кампании — сбор сведений о лицах, находящихся на определённую дату на территории Российской Федерации. Подготовка к проведению переписи начата в 2007 году. Обработка полученных сведений, формирование итогов, их публикация и распространение были осуществлены в 2010—2013 годах.
Организатором переписи является Федеральная служба государственной статистики.

## Сроки проведения
Подготовка к проведению переписи начата в 2007 году.
Осенью 2008 года была проведена пробная перепись населения в Балашихе Московской области, Петроградском районе Санкт-Петербурга и Центральном районе Хабаровска с охватом ориентировочно 300 тыс. человек в целях отработки программно-методологических и организационных вопросов проведения Всероссийской переписи населения 2010 года, а также технологии автоматизированной обработки полученных сведений и подведения итогов.
Данную перепись населения планировали перенести на 2013 год в связи с финансовым кризисом, но позже Владимир Путин объявил, что всё-таки перепись будет проведена в 2010 году, и что на проведение переписи в бюджете выделено 10,5 млрд рублей. Постановлением Правительства Российской Федерации от 23 декабря 2009 г. № 1075 установлено, что с 14 по 25 октября 2010 года проводится очередная Всероссийская перепись населения. На отдалённых и труднодоступных территориях, транспортное сообщение с которыми затруднено в планируемый период, Всероссийская перепись населения проводится с 1 апреля по 20 декабря 2010 года.

## Рабочие места

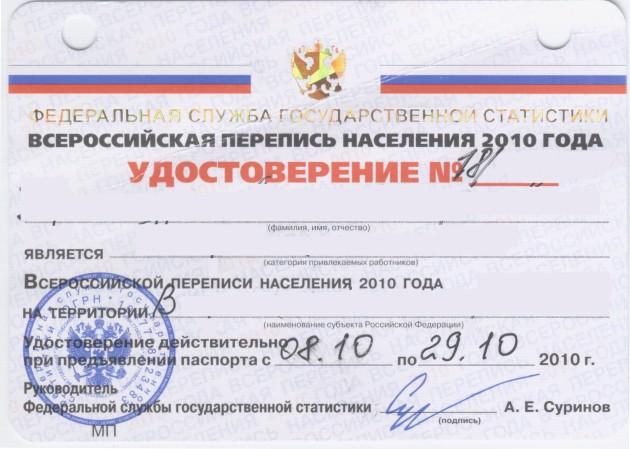
Удостоверение (действительно только при предъявлении паспорта)

В переписи могли участвовать все желающие. На перепись привлечено более 600 тысяч человек, с которыми территориальные органы государственной статистики (ТОГС) заключают договор подряда. Всего создано около 62 тыс. рабочих мест с занятостью в год и около 700 тыс. временных рабочих мест с занятостью в месяц. Оплата труда работников, привлекаемых к её подготовке и проведению, составляет две трети средств федерального бюджета, предусмотренного на проведение Всероссийской переписи населения 2010 года.
Условия выплаты вознаграждения лицам, привлекаемым к подготовке и проведению переписи (до вычета налогов).
| Категория привлекаемых лиц                                      | Период привлечения                           | Средняя норма нагрузки на 1 чел. | Сумма вознаграждения (руб.) |
| --------------------------------------------------------------- | -------------------------------------------- | -------------------------------- | --------------------------- |
| Заведующий переписным участком (руководит работой инструкторов) | 60 дней с 13 сентября 2010 по 11 ноября 2010 | 4 инструкторских участка         | 15870                       |
| Инструктор (руководит работой переписчиков)                     | 31 день с 4 октября 2010 по 3 ноября 2010    | 4 счётных участка                | 8117                        |
| Переписчик                                                      | 22 дня с 8 октября 2010 по 29 октября 2010   | 400 человек                      | 5500                        |

Заведующие переписным участком
Принимаются на работу на 2 месяца. В их обязанности входит подготовка документов к переписи, обучение инструкторов и направление результатов переписи уполномоченных Росстата в регионе.
Инструкторы
Принимаются на работу на 45 дней. Их обязанностями являются обучение переписчиков, проверка правильности заполнения переписных листов, проведение контрольного обхода.
Переписчики
Делятся на переписчиков счётного и стационарного участков. Первые посещают все жилые помещения на своём счётном участке и заполняют переписные формы со слов жителей. Для предотвращения злоупотреблениями доверием все переписчики имеют специальные атрибуты: синий портфель с документами, синий шарф с надписью «Всероссийская перепись населения», фонарик, свисток и удостоверение. В обязанности переписчиков стационарного участка входит заполнение переписных листов для пришедших на стационарный участок или позвонивших по телефону. Все переписчики принимаются на работу на 22 дня (с 8 по 12 октября — обучение и тестирование, 13 — ознакомление с границами своего участка, с 26 по 29 октября — проведение контрольного обхода и сдача материалов).
Вузы страны получили указания привлечь студентов и аспирантов к участию в переписи. Некоторые вузовские чиновники стали пытаться принуждать студентов к этой работе. Так, аспиранты математико-механического факультета СПбГУ получили письмо с сообщением о том, что они включены в эту работу приказом декана, а денежное вознаграждение за эту работу составит 5500 рублей. Однако, в дальнейшем руководство университета сообщило, что любые формы принуждения «следует рассматривать как проявление излишнего служебного рвения на местах». Такая же ситуация в НИЯУ МИФИ: приказом ректора большинство студентов 4 и 5 курсов дневного отделения снимается с учёбы на две недели и проводит перепись населения за (5500 — 13 %) рублей. В деканатах сообщают, что бойкотирующие перепись студенты вместо этого будут «красить стены и собирать листву, уже без оплаты». Тем не менее, проректор НИЯУ МИФИ Чурсинов А. И. в интервью «Новым Известиям» сообщил, что участие в переписи добровольное, и студентов ни к чему не принуждают.
В ходе проведения переписи были обнаружены факты, когда переписчики записывались «в резерв» и работали без оплаты своего труда, когда для получения денежных средств необходимо было завести кредитную карту, когда некоторые студенты оформили договор с Росстатом, однако работать переписчиками не пошли, а их зарплатные карты взяли инструкторы. В некоторых вузах деньги студентов-переписчиков присваивают, обещая участие в переписи засчитать как ознакомительную и производственную практику. В Московском Государственном Горном Университете студенты и сотрудники направлялись на практику в приказном порядке, при этом студентам 5-го курса участием в осенней переписи заменили половину весенней преддипломной практики на профильных предприятиях.

## Проведение переписи

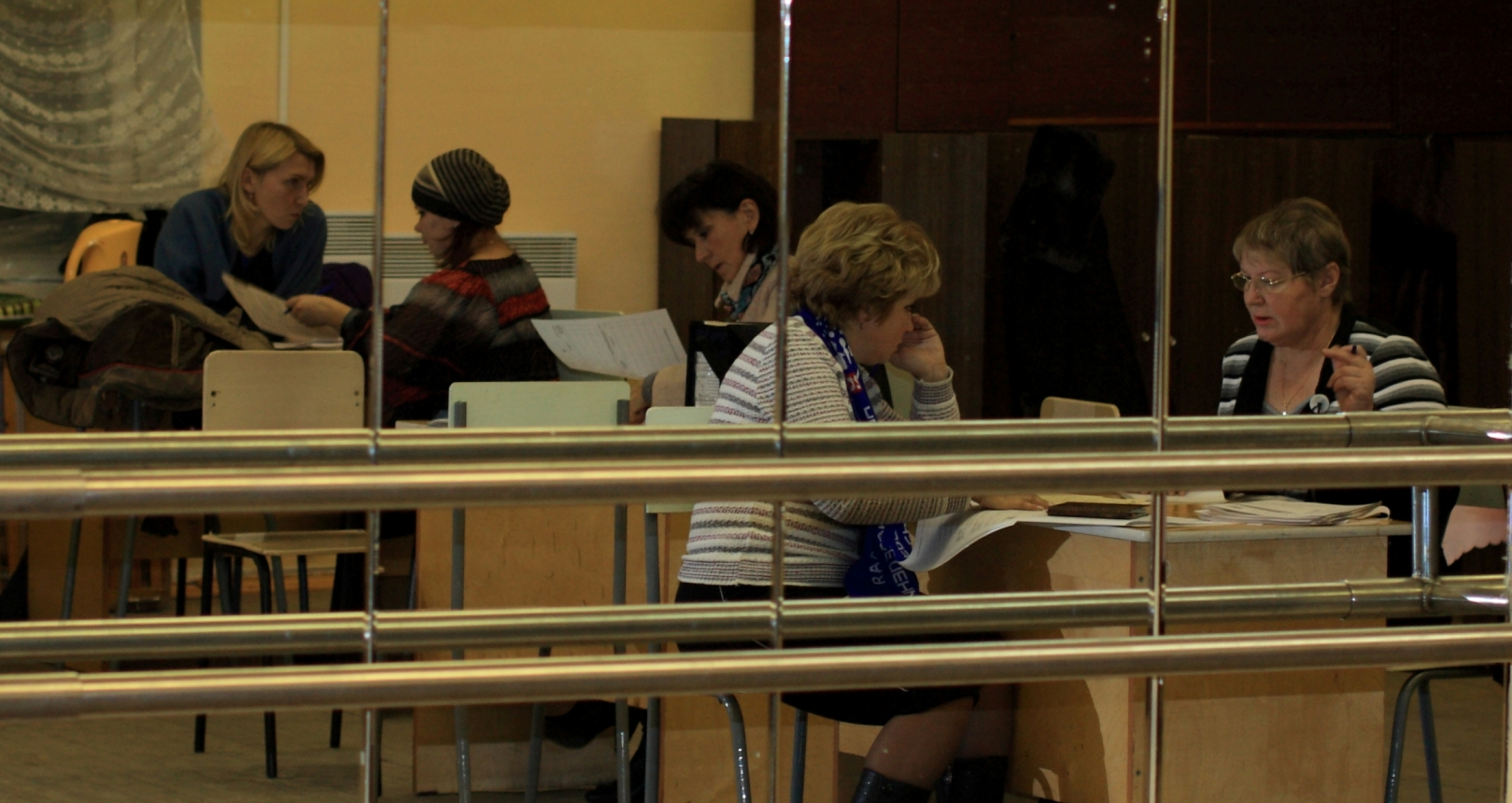
Стационарный участок переписи населения в городе Северодвинске

### Организация переписи
Вся территория страны разбита на переписные участки. Во главе каждого из них работает заведующий переписным участком.
Каждый переписной участок поделён на инструкторские участки; их возглавляют инструкторы.
Каждый инструкторский участок разделён на счётные участки. За каждым счётным участком закреплён переписчик, который проводит сбор сведений обо всём населении, проживающем на территории его счётного участка.
Кроме того, организованы стационарные счётные участки, куда люди (не имеющие жилья, не желающие пускать переписчика домой и т. п.) могут прийти и ответить на вопросы переписного листа.

### Ход переписи
Сбор сведений о населении проводится по состоянию на момент счёта населения 0 часов (по местному времени) 14 октября 2010 года.
Глава Росстата 19 октября 2010 года сообщил, что 14 октября на работу не вышло по разным причинам 2 % переписчиков.
Росстат продлил из-за наводнения сроки переписи в Туапсинском районе Краснодарского края на 5 дней, Апшеронском районе Краснодарского края — на 2 дня.
25 октября 2010 года наблюдалось большое число звонков на «горячую линию» Росстата с вопросом: «Почему нас не переписали?».

### Происшествия
- 15 октября в Москве гражданин Белоруссии ограбил женщину-переписчика и украл сумку с бланками переписи[21].
- 15 октября СМИ сообщили, что наряду с официальным сайтом переписи 2010 года 14 октября начал свою работу сайт-дублёр. Дублёр являлся зеркалом официального сайта переписи. Однако при этом материалы с официального сайта переписи дублёр передавал «в упрощённом или искажённом виде»[22]. Впоследствии сайт был закрыт.
- В Челябинске за выходные 16 и 17 октября двое переписчиков пострадали от действий пьяных хулиганов[23].
- В Оренбурге две девушки, выдававшие себя за переписчиков, были задержаны по подозрению в хищении имущества 71-летней пенсионерки[24].
- В Томской области зарегистрированы за время переписи три страховых случая: одного переписчика сбила машина, двоих покусали собаки[25].
- В Воронеже две женщины, представившиеся переписчиками, украли из квартиры пенсионера 219 тысяч рублей[20].

### Призывы к бойкоту переписи
Некоторые оппозиционные организации Русский Обще-Воинский Союз (РОВС), «Другая Россия» и движения «Российским детям — доступное дошкольное образование» и «Российские дольщики» призывали к бойкоту переписи России. В частности, в заявлении РОВСа говорилось:

«…Перепись, из важнейшего государственного дела, каким она была в России в 1897 году, превращена в РФ в инструмент пропаганды, политических манипуляций, этноцида русского населения и просто недостойный балаган. Последствия же этого балагана отнюдь не безобидны…
Можно не сомневаться, что результаты переписи будут сфальсифицированы и на сей раз. Поэтому участие или неучастие в ней становятся такой же формальностью, как и при проводимых в РФ президентских и думских „выборах“. Но поддержка подобных мероприятий — есть прямая поддержка фальсификаторов. Массовый бойкот переписи станет для народа тестом на гражданскую зрелость и способность отстаивать свои права. Принципиальный отказ от участия в подобных акциях — дело национальной чести и гражданской совести народа».

Однако не все оппозиционеры поддерживали призывы к бойкоту, так например Илья Яшин, член бюро политсовета движения «Солидарность» заявил, что он не считает правильным бойкотировать перепись. Ряд экспертов видят иные проблемы, в частности политолог Сергей Гавров полагает, что переписи населения не способствовало общественное недоверие и разобщённость граждан.

### Реакция на отказников
По закону участие в переписи в России является добровольным — пункт 4 статьи 1 закона «О Всероссийской переписи населения» называет участие во Всероссийской переписи населения «общественной обязанностью человека и гражданина».
Согласно абзацу 2 пункта 3 статьи 6 Закона, в случае отсутствия людей дома в течение всего периода проведения переписи или отказа сообщить сведения о себе, «сбор сведений о поле и возрасте (дате рождения) этих лиц может быть осуществлен путём их получения на основании административных данных в порядке, установленном Правительством Российской Федерации». Так глава Росстата Александр Суринов в интервью «Газете. Ru» заявил, что данные на тех, кто отказался от ответа на вопросы, и на тех, кто постоянно отсутствует, берутся из регистрации.
Были также сообщения в СМИ о том, как власти реагируют на отказавшихся от переписи:
- В Рязани к отказавшимся приходит милиция[13][36].
- В Челябинске глава администрации Сергей Давыдов распорядился составить список отказников[37][38][39]. Вместе с тем сенатор от Челябинской области Руслан Гаттаров сказал, что, по его мнению, никаких «репрессивных мер к гражданам применено не будет, и власти Челябинска будут эффективно выполнять свои обязательства перед ними»[39].

Сообщается, что отказались участвовать в переписи 1,2 млн россиян.

### РПЦ о переписи
По информации русской службы Би-би-си в Русской православной церкви назвали дискриминацией отсутствие в анкетах для переписи населения графы о вероисповедании. «Это дискриминация абсолютная. Как будто боятся узнать о религиозном состоянии нашего общества», — заявил глава патриаршей пресс-службы протоиерей Владимир Вигилянский. По его словам, для включения такой графы в анкету необходим «отказ от антирелигиозного мышления».

## Формы
В ходе переписи используются следующие формы:
- Переписные листы — утверждены распоряжением Правительства Российской Федерации от 16.12.2009 года № 1990-р[42]
  - Л — Переписной лист — содержит 25 вопросов и заполняется на лиц, постоянно проживающих в помещении. На каждого человека заполняется отдельная форма Л
  - П — Переписной лист — содержит вопросы, характеризующие жилище (дом) в целом (раздел I), каждое жилое помещение (раздел II) и жилищные условия каждого домохозяйства, проживающего в этом жилом помещении (раздел III)
  - В — Переписной лист — по сокращённой программе, содержащейся в форме В, опрашиваются те, кто временно находился на территории России на момент счета населения и постоянно проживает за границей. Форма В рассчитана на восемь человек — по четыре человека на каждой стороне бланка
- Контрольные и сопроводительные документы — утверждены приказом Росстата от 31.12.2009 года № 332[43]
  - Обложка — обложка на переписные документы Отделяет переписные листы, заполненные в разных жилых помещениях. Обложка содержит краткую информацию о Всероссийской переписи населения 2010 года для переписчиков и респондентов, а также вспомогательную информацию по заполнению формы С и вопросов 1 и 3 формы Л
  - С — Список лиц — содержит адрес жилого помещения и список лиц, подлежащих Всероссийской переписи населения 2010 года. На постоянно (обычно) проживающих в этом помещении заполняется Таблица 1, а на временно находившихся в этом помещении на дату переписи населения и постоянно проживающих в другом месте — Таблица 2. Эти таблицы следует заполнить в каждом жилом помещении до начала опроса населения по переписным листам. Они служат для контроля, все ли проживающие в данном жилом помещении переписаны на соответствующих переписных листах, а также для проверки, правильно ли произведена запись проживающих по домохозяйствам
  - КС — Список лиц — для контроля при заполнении переписных листов. Необходим для того, чтобы избежать двойного счета населения. Он составляется, если у человека два места жительства и для переписи выбрано то место жительства, где переписчик проводит опрос
  - СПР — Справка — о прохождении переписи. Выдаётся по окончании опроса и заполнения переписного листа всем, кто не имеет места постоянного жительства — бездомным (они переписываются по форме Л), всем, на кого составлена форма В, а также тем лицам, имеющим не одно место жительства (на кого составлена форма КС), которые заявят, что в период до окончания переписи населения и контрольного обхода могут оказаться в другом месте жительства. Кроме того, форма СПР выдаётся при переписи населения отдалённых и труднодоступных территорий тем, кто намерен в период общего срока проведения переписи и контрольного обхода (с 14 по 29 октября 2010 года) выехать из труднодоступной территории во второе место жительства или переехать на новое место жительства

Эта справка подтверждает факт прохождения переписи. Если во время переписи человек предъявит переписчику справку о том, что он уже переписан в другом месте, переписчик не должен опрашивать таких людей повторно и вносить информацию о них в переписные листы на своем счётном участке
  - Н — Сопроводительный бланк — технический документ, на котором записываются данные о счётном участке в целом (когда счётный участок состоит из одного населённого пункта или состоит только из части населённого пункта) или данные о части счётного участка, относящиеся к одному населённому пункту (когда счётный участок состоит из нескольких населённых пунктов)
- Прочее
  - СЗ — Сведения о лицах, зарегистрированных по месту жительства и по месту пребывания — в соответствии с пунктом 3 статьи 6 Федерального закона от 25 января 2002 года № 8-ФЗ «О Всероссийской переписи населения», сведения о поле и возрасте (дате рождения) лиц, отсутствовавших в период проведения переписи населения или отказавшихся сообщить сведения о себе, могут быть получены на основании административных данных в порядке, установленном Правительством Российской Федерации.
  - Форма 1 — Записная книжка переписчика
  - Форма 2 — Записная книжка инструктора[44]
  - Форма 3 — Записная книжка заведующего переписным участком[44]
  - Форма 4 — Записная книжка уполномоченного по вопросам переписи населения в районе, городе[44]
  - Форма 5 — Сводная ведомость по инструкторскому участку[44]
  - Форма 6 — Сводная ведомость по переписному участку[44]
  - Форма 7 — Сводная ведомость по району (городу)[44]
  - Форма 8 — Сводка итогов переписи населения по району (городу)[44]
  - Форма 9 — Информационная листовка (к лицам, которых трудно застать дома) — В случае, если переписчик не застал граждан дома, он оставляет бланк, в котором указан адрес и телефон соответствующего переписного участка
  - Форма 10 — Карточка для респондентов. Карточку положено показать респонденту при опросе. На одной стороне карточки размещены варианты ответа на вопрос 10 формы Л «Источники средств к существованию». На обратной — таблица для определения уровня образования (вопрос 8.1) по числу оконченных классов.
  - Форма 11 — Ярлык в портфель переписчика

Кроме того, утверждены следующие методологические документы:
- Инструкция о порядке проведения Всероссийской переписи населения 2010 года и заполнения переписных документов[45]
- Указатели для переписных и инструкторских участков

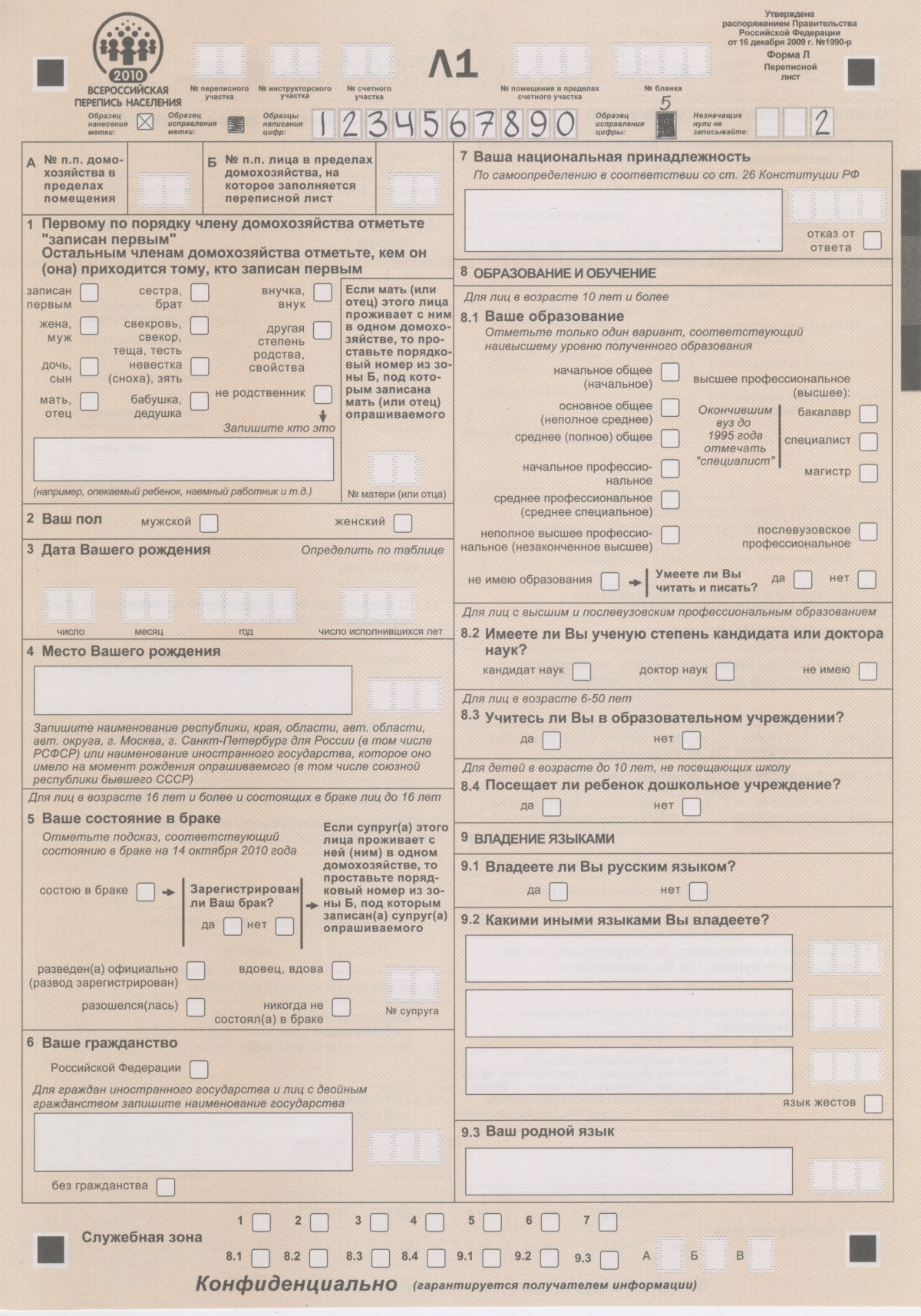
Форма Л
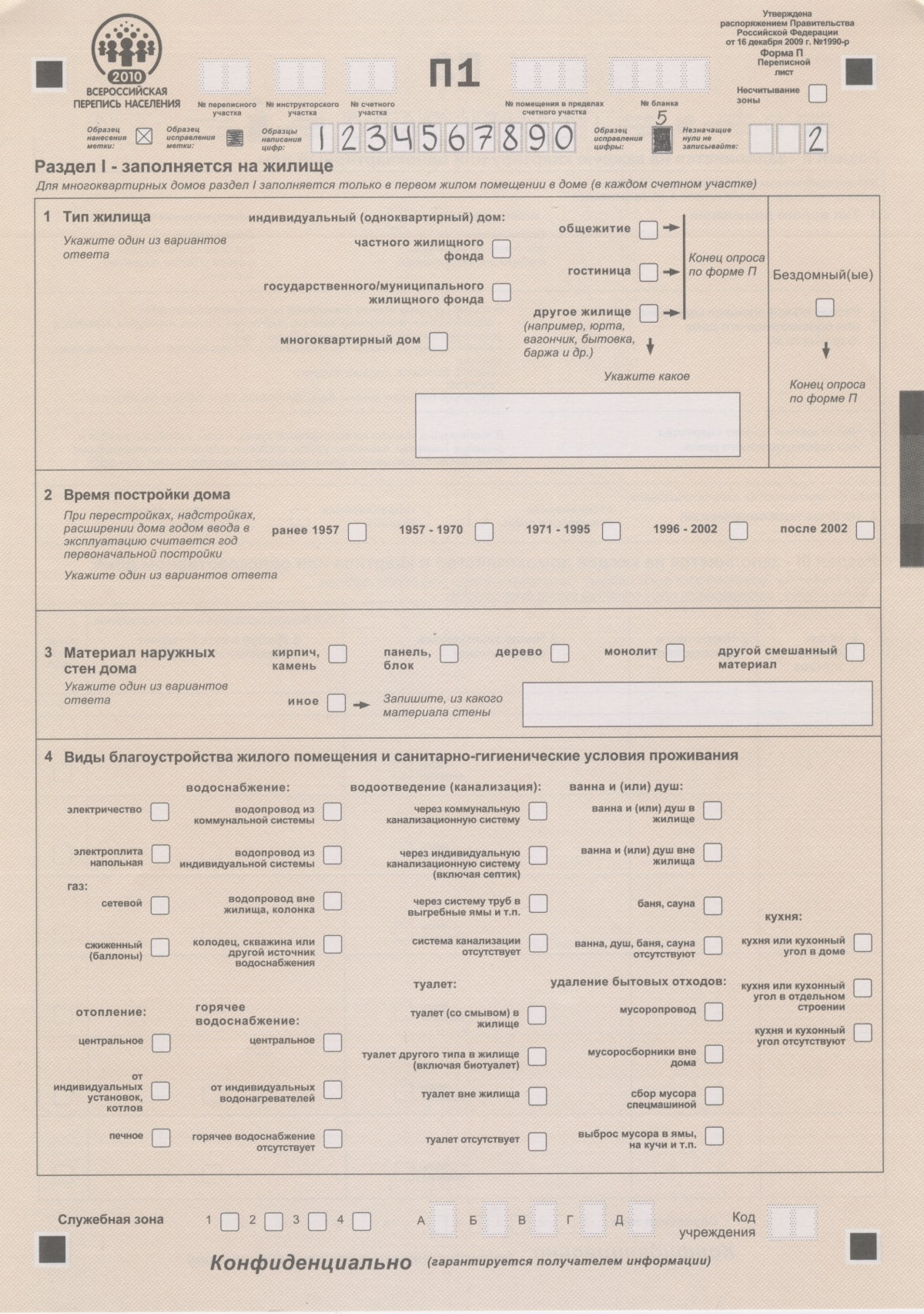
Форма П
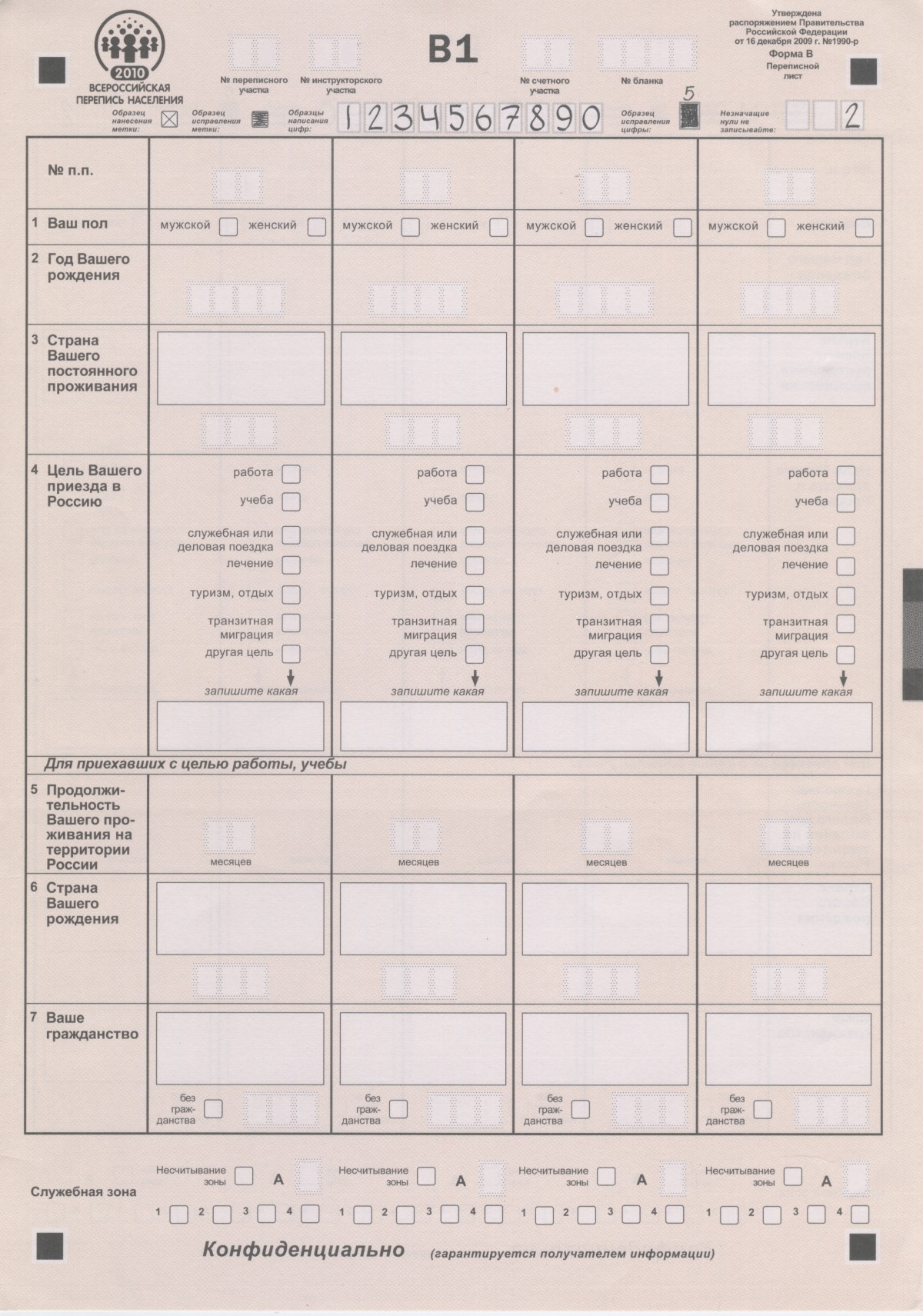
Форма В
Обложка
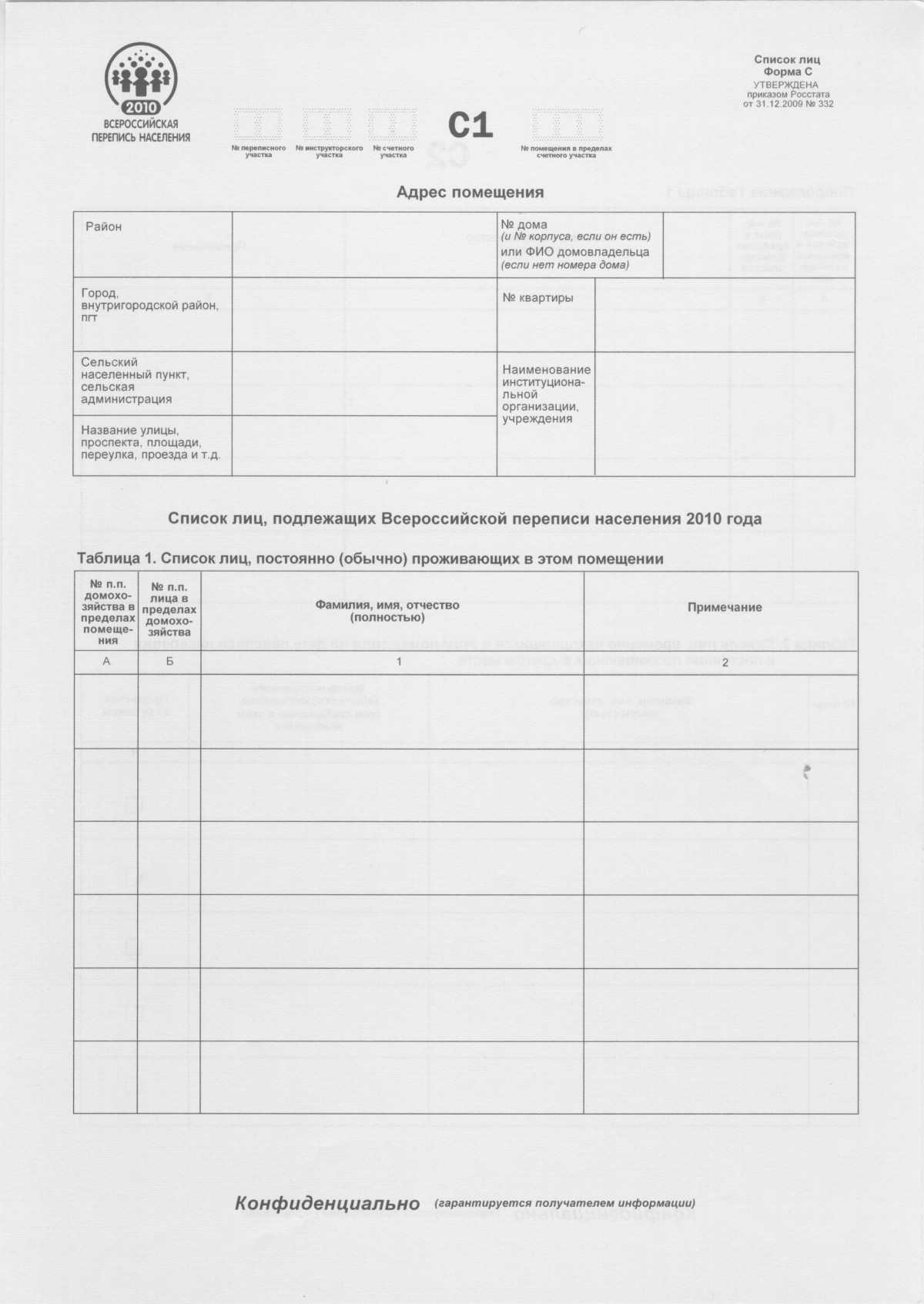
Форма С
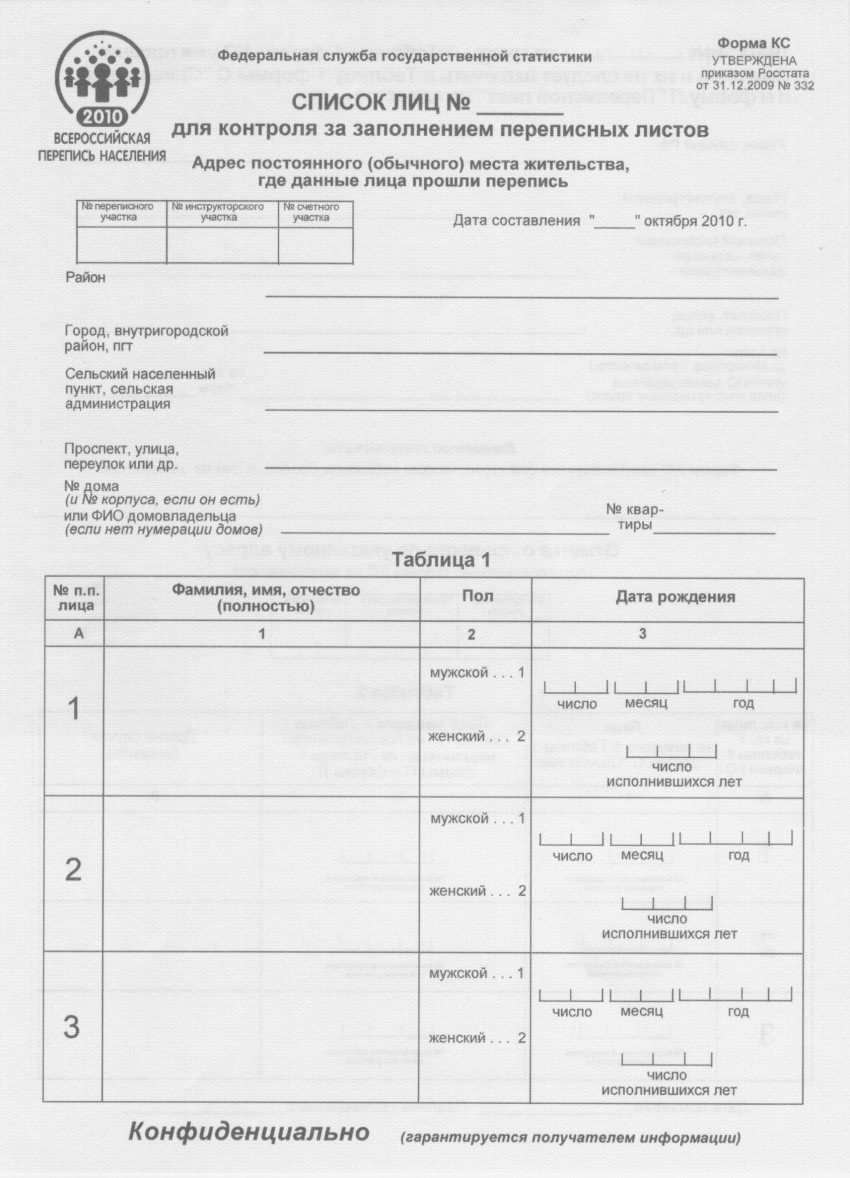
Форма КС
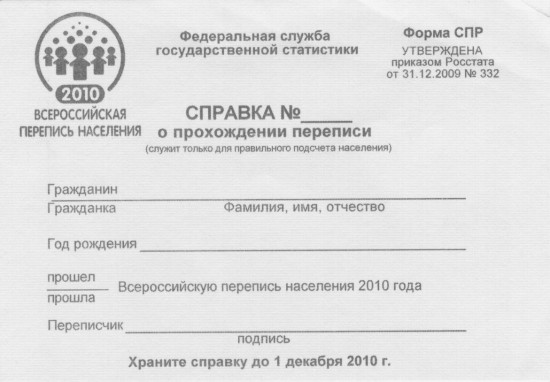
Форма СПР
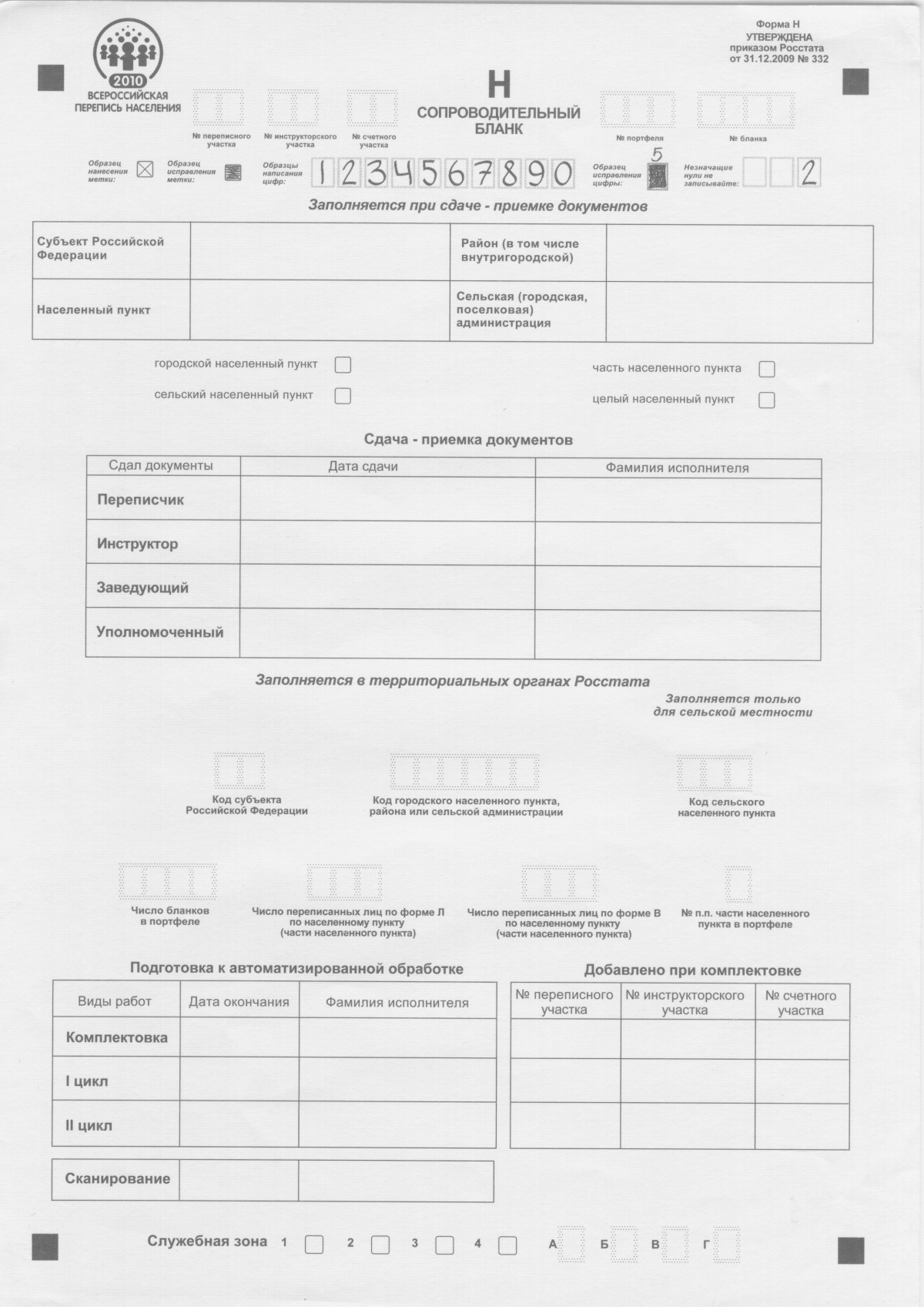
Форма Н
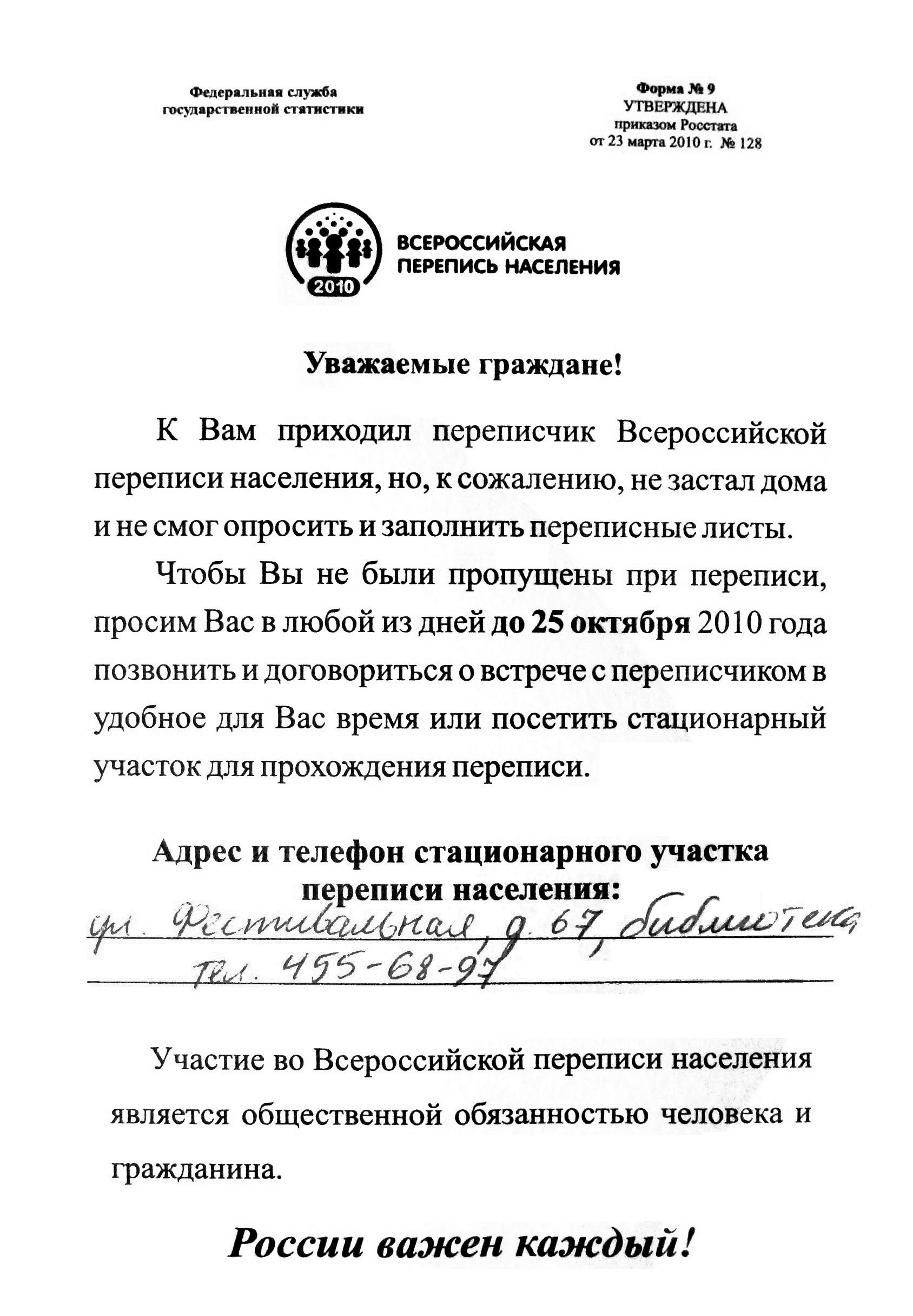
Форма 9

## Обработка данных
Обработка полученных сведений, формирование итогов, их публикация и распространение запланированы на 2010—2013 годы. Результаты было обещано опубликовать в интернете в открытом доступе. Окончательный срок обработки результатов — четвёртый квартал 2013 года.

## Результаты переписи
Предварительные результаты
Согласно первым предварительным результатам, оглашённым в ноябре 2010 года, в России было переписано около 141,18 млн человек, в Москве — 11,7 млн человек. Волгограду удалось вернуться в число городов-миллионеров за счёт предшествующего присоединения близлежащих территорий, а сделавший такую же попытку Воронеж войти в их число не смог, став им лишь 17 декабря 2012 года — через два года после проведения переписи.
По данным опроса, проведённого ВЦИОМ, среди опрошенных 65 % были переписаны лично, 22 % — со слов родственников, 11 % — не были переписаны. Большинство опрошенных было переписано дома (92 %), а на переписной участок пришли 4 % опрошенных. В Москве и Санкт-Петербурге на переписной участок пришли 11 % из числа опрошенных.
По данным Фонда «Общественное мнение» лично приняли участие в переписи 66 % опрошенных, были переписаны со слов родственников — 26 %, не приняли участие — 7 %.
Итоги переписи
По предварительным итогам переписи, оглашённым в марте 2011 года, население России составило 142 905 200 человек, сократившись с предыдущей переписи на 2,3 млн человек. При переписи было учтено 90 тыс граждан РФ, находящихся в это время в командировке по линии органов государственной власти, и их семей. Также были учтены 489 тыс. человек, временно пребывавших на территории РФ. Согласно докладу ООН, в 2011 году Россия по численности населения занимала девятое место в мире.
Подведение окончательных итогов переписи было проведено в четвёртом квартале 2013 года.
Общие затраты федерального бюджета на проведение переписи в течение шести лет предположительно составят 17 млрд рублей. Бо́льшую часть этих средств планируется потратить на выпуск итогов переписи в 11 томах, а также брошюр и атласов с результатами.
| №  | Субъект              | Население по данным переписи 2002 года | Население по данным переписи 2010 года | Числовые изменения | Процентные изменения |
| -- | -------------------- | -------------------------------------- | -------------------------------------- | ------------------ | -------------------- |
| 1  | Москва               | 10 382 754                             | 11 503 501                             | 1 120 747 ▲        | 10,79% ▲             |
| 2  | Московская область   | 6 618 538                              | 7 095 120                              | 476 582 ▲          | 7,2% ▲               |
| 3  | Краснодарский край   | 5 125 221                              | 5 226 647                              | 101 426 ▲          | 1,98% ▲              |
| 4  | Санкт-Петербург      | 4 661 219                              | 4 879 566                              | 218 347 ▲          | 4,68% ▲              |
| 5  | Свердловская область | 4 486 214                              | 4 297 747                              | –188 467 ▼         | –4,2% ▼              |
| 6  | Ростовская область   | 4 404 013                              | 4 277 976                              | –126 037 ▼         | –2,86% ▼             |
| 7  | Башкортостан         | 4 104 336                              | 4 072 292                              | –32 044 ▼          | –0,78% ▼             |
| 8  | Татарстан            | 3 779 265                              | 3 786 488                              | 7 223 ▲            | 0,19% ▲              |
| 9  | Челябинская область  | 3 603 339                              | 3 476 217                              | –127 122 ▼         | –3,53% ▼             |
| 10 | Тюменская область    | 3 264 841                              | 3 395 755                              | 130 914 ▲          | 4,01% ▲              |

Наиболее населенными являлись Центральный, Поволжский и Сибирский федеральные округа, в которых проживало 87,6 млн человек или 61% населения России.
По этнической принадлежности большинство жителей страны назвали себя русскими - 111,02 млн человек, что составило более 80%. Однако, по сравнению с прошлой переписью, этот показатель сократился почти на 5 млн человек. Также сократилось число татар, украинцев и белорусов, а чеченцев, азербайджанцев, армян, осетин, якутов, бурят увеличилось.
По поло-возрастному составу продолжились тенденции увеличения женского населения и сокращения мужского и процесс старения нации. На 1 тыс мужчин приходилось 1,2 тыс женщин. Средний возраст населения составил 39 лет.
74% населения проживало в городах, а 26% -  сельской местности. Количество деревень и сел уменьшилось с прошлой переписи на 8,5 тыс. Это произошло как по причине их включение в черту городов и поселков городского типа, так и по причине естественной убыли и миграционного оттока. В 19,4 тыс сельских населенных пунктах не было зарегистрировано ни одного постоянного жителя.
В межпереписный период число супружеских пар сократилось на 1 млн, составив в 2010 33 млн. Также увеличилась доля пар, состоявших в незарегистрированном сожительстве, с 3,3 млн до 4,4 млн, составив 13% от всех семей.

## Памятные монеты и марки
Почта России выпустила марку номиналом 12 рублей и тиражом 495 тысяч, посвящённую Всероссийской переписи населения 2010 года.
Банк России объявил о выпуске со 2 августа 2010 года двух памятных монет, посвящённых переписи:
- монеты из серебра номиналом 3 рубля (тираж 7 500 экземпляров)[58];
- монеты из биметаллического сплава (латунь и мельхиор) номиналом 10 рублей (тираж 2,3 млн экземпляров)[59].